# Autoroute A501 (Belgique)
Pour les articles homonymes, voir A501.
L'autoroute belge A501 est une courte autoroute partant du nord de La Louvière pour la relier avec les autres autoroutes.
La route dessert le centre de La Louvière, l'A15 et l'A7 pour se terminer en N57.

## Description du tracé
|   | Dénomination                                                 | Destinations                                   | BK  |
| - | ------------------------------------------------------------ | ---------------------------------------------- | --- |
|   | Fin de l'autoroute, prolongée par des boulevards de la ville |                                                | 0,0 |
| 1 | La Louvière                                                  | La Louvière                                    | 0,4 |
|   | Échangeur de Bois-d'Haine                                    | Autoroute Mons − Liège (Autoroute de Wallonie) | 1,3 |
| 2 | Bois d'Haine Nord                                            | Manage (Bois-d'Haine), Seneffe (Familleureux)  | 2,1 |
|   | Échangeur de Familleureux                                    | Autoroute Bruxelles − Mons − Paris             | 4,4 |
|   | Fin de l'autoroute, prolongée par la                         | Écaussinnes, Soignies, Enghien                 | 5,6 |

## Galerie d'images

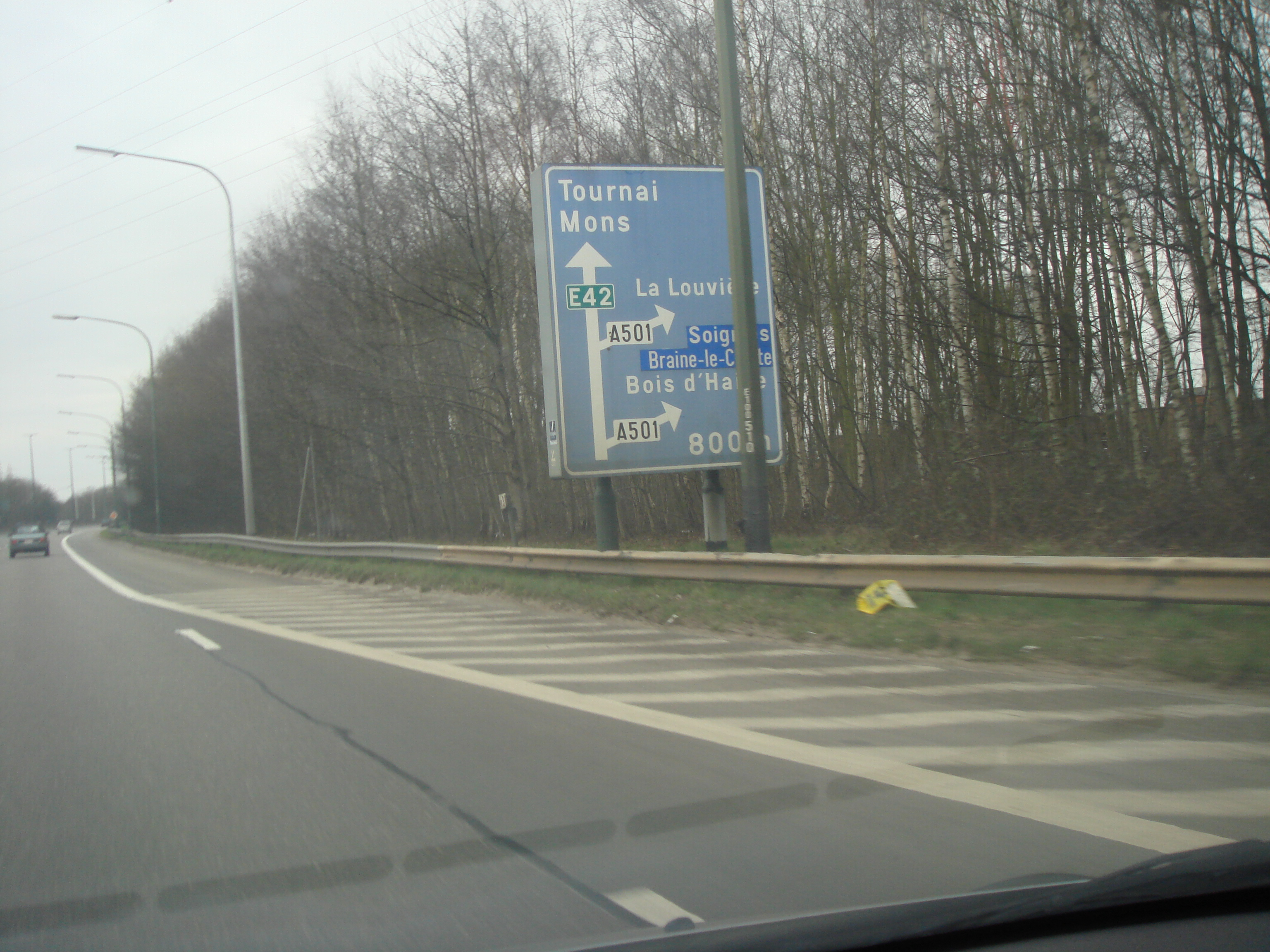
L'approche de l'échangeur de Bois-d'Haine depuis l'A15 (E42).